# Gogukcheon
Gogukcheon († 197) war der neunte Herrscher des Staates Goguryeo, des nördlichen der Drei Reiche von Korea. Er regierte von 179 bis zu seinem Tod 197.

## Leben
Gogukcheon war zweite Sohn des Königs Sindae. Obwohl ursprünglich sein älterer Bruder Go Balgi (고발기) Kronprinz war, wurde Gogukcheon im Jahr 176 durch die Unterstützung der Hofbeamten Kronprinz an seiner Stelle. Nach dem Tod seines Vaters im Jahr 179 wurde Gogukcheon König von Goguryeo.
Im Jahr 180 heiratete Gogukcheon Frau U, die Tochter des einflussreichen U So vom Jena-Clan, um seine Macht zu festigen. Sie heiratete nach seinem Tod seinen Bruder und Nachfolger Sansang. Zu ihrer Zeit übten die fünf großen adligen Clans (bu) von Goguryeo große Macht in ihren Heimatregionen aus.
Seit 182 musste Gogukcheon sich gegen Angriffe der chinesischen Han-Dynastie zur Wehr setzen, die auf der Halbinsel Liaodong Fuß fassen wollte. 182 schickte er seinen Sohn und Kronprinzen Gye-Su gegen sie aus, der die Han-Truppen zurückdrängen konnte. Bei einem Angriff des Han-Generals Gongsun Du im Jahr 184 führte der König selbst das Heer an.
Seine Innenpolitik zielte auf die Verbesserung der Lebensbedingungen der Landbevölkerung ab. Das Geschichtswerk Samguk Sagi berichtet dazu eine Anekdote, dass der König auf einer Jagd im Jahr 194 unter dem Eindruck des Hungers und der Armut der Landbewohner seine Kleider und seinen Proviant an sie verteilte.
Gogukcheon starb im Jahr 197. Die traditionelle Erbfolge von Goguryeo sah die Nachfolge seines Bruders vor. Da Gogukcheons Vorgänger diese Regel gebrochen und damit den Schritt zur Vater-Sohn-Erbfolge getan hatte, wurde die alte Regel nach Gogukcheons Tod wieder aufgenommen. Sein Bruder Sansang folgte ihm auf den Thron.